# Speocera karkari
Espèce
Synonymes
- Apiacera karkari Baert, 1980

Speocera karkari est une espèce d'araignées aranéomorphes de la famille des Ochyroceratidae.

## Distribution
Cette espèce se rencontre dans le Nord de la Papouasie-Nouvelle-Guinée, à Sulawesi en Indonésie et à Luçon aux Philippines,.

## Étymologie
Son nom d'espèce lui a été donné en référence au lieu de sa découverte, l'île Karkar.

## Publication originale
- Baert, 1980 : Spiders (Araneae) from Papua New Guinea II. Ochyroceratidae. Annales de la Société royale Zoologique de Belgique, vol. 109, no , p. 1-7.